# Нев, Патрик
Патри́к Мари́ Гисле́н Пьер Симо́н Станисла́с Нев де Мевернье́ (фр. Patrick Marie Ghislain Pierre Simon Stanislas Nève de Mévergnies, Льеж, 13 октября 1949 года — 13 марта 2017 года) — бельгийский автогонщик, участник чемпионата мира по автогонкам в классе Формула-1.

## Биография
В начале карьеры учился в гоночной школе Джима Рассела в Снеттертоне. В 1974 году выиграл чемпионат «Формулы-Форд», на следующий год занял четвёртое место в европейском чемпионате «Формулы-3». В 1976 году оплатил своё участие в Гран-при Бельгии чемпионата мира «Формулы-1» за рулём автомобиля «Брэбем» частной команды RAM, на котором в гонке не добрался до финиша. Годом позже провёл 11 гонок в «Формуле-1» за команду Фрэнка Вильямса, очков не набрал, трижды не прошёл квалификацию. В 1978-1980 годах периодически участвовал в чемпионате Европы «Формулы-2», ни в одной гонке не добрался до финиша. Позже стартовал в бельгийском чемпионате туринговых автомобилей, гонках «24 часа Спа» и «24 часа Ле-Мана».

## Результаты гонок в Формуле-1
| Легенда к таблице |                                                                    |
| --- | ------------------------------------------------------------------ |
| В таблице перечислены результаты всех Гран-при Формулы-1, в которых принимал участие гонщик. Строками таблицы являются сезоны, столбцами — этапы чемпионата мира. В каждой клетке указаны сокращённое название этапа и результат, дополнительно обозначенный цветом. Расшифровка обозначений и цветов представлена в нижеследующей таблице. |                                                                    |
| \| Пример \| Описание \| \| ------------ \| ------------------------------------------------------------------ \| \| 1 \| Победитель \| \| 2 \| Второе место \| \| 3 \| Третье место \| \| 5 \| Финишировал, заработав очки \| \| Сход \| Не финишировал, но при этом заработал очки \| \| 12 \| Финишировал, не получив очков \| \| НКЛ \| Финишировал, но не попал в финальную классификацию \| \| 15 \| Участвовал вне зачёта, либо по отдельной классификации \| \| 18 \| Не финишировал, но попал в финальную классификацию \| \| Сход \| Не финишировал \| \| НКВ \| Не прошёл квалификацию \| \| НПКВ \| Не прошёл предквалификацию \| \| ДСК \| Дисквалифицирован \| \| ИСК \| Исключён из протокола соревнований \| \| ТТ \| Заявлен для участия только в тренировках \| \| НС \| Участвовал в квалификации, но не стартовал в гонке \| \| Т \| Травмирован или болен \| \| ОТК \| Отказ от участия \| \| НТР \| Прибыл на соревнования, но на трассу не выезжал \| \| НПР \| Был заявлен в числе участников, но не прибыл к началу соревнований \| \| О \| Соревнования отменены \| \| \| Не участвовал \| \| Поул-позиция \| \| \| Быстрый круг \| \| |                                                                    |
| Пример | Описание                                                           |
| 1 | Победитель                                                         |
| 2 | Второе место                                                       |
| 3 | Третье место                                                       |
| 5 | Финишировал, заработав очки                                        |
| Сход | Не финишировал, но при этом заработал очки                         |
| 12 | Финишировал, не получив очков                                      |
| НКЛ | Финишировал, но не попал в финальную классификацию                 |
| 15 | Участвовал вне зачёта, либо по отдельной классификации             |
| 18 | Не финишировал, но попал в финальную классификацию                 |
| Сход | Не финишировал                                                     |
| НКВ | Не прошёл квалификацию                                             |
| НПКВ | Не прошёл предквалификацию                                         |
| ДСК | Дисквалифицирован                                                  |
| ИСК | Исключён из протокола соревнований                                 |
| ТТ | Заявлен для участия только в тренировках                           |
| НС | Участвовал в квалификации, но не стартовал в гонке                 |
| Т | Травмирован или болен                                              |
| ОТК | Отказ от участия                                                   |
| НТР | Прибыл на соревнования, но на трассу не выезжал                    |
| НПР | Был заявлен в числе участников, но не прибыл к началу соревнований |
| О | Соревнования отменены                                              |
| | Не участвовал                                                      |
| Поул-позиция |                                                                    |
| Быстрый круг |                                                                    |

| Год  | Команда      | Шасси         | Двигатель | 1   | 2   | 3   | 4   | 5        | 6        | 7      | 8      | 9       | 10     | 11      | 12    | 13      | 14    | 15     | 16       | 17  | Место | Очки |
| ---- | ------------ | ------------- | --------- | --- | --- | --- | --- | -------- | -------- | ------ | ------ | ------- | ------ | ------- | ----- | ------- | ----- | ------ | -------- | --- | ----- | ---- |
| 1976 | RAM          | Brabham BT44B | Cosworth  | БРА | ЮАР | СШЗ | ИСП | БЕЛ Сход | МОН      | ШВЕ    |        |         |        |         |       |         |       |        |          |     | -     | 0    |
| 1976 | Ensign       | Ensign N176   | Cosworth  |     |     |     |     |          |          |        | ФРА 18 | ВЕЛ     | ГЕР    | АВТ     | НИД   | ИТА     | КАН   | США    | ЯПО      |     | -     | 0    |
| 1977 | Williams     | March 761     | Cosworth  | АРГ | БРА | ЮАР | СШЗ | ИСП 12   | МОН      | БЕЛ 10 | ШВЕ 15 | ФРА НКВ | ВЕЛ 10 | ГЕР НКВ | АВТ 9 | НИД НКВ | ИТА 7 | США 18 | КАН Сход | ЯПО | -     | 0    |
| 1978 | Patrick Neve | March 781S    | Cosworth  | АРГ | БРА | ЮАР | СШЗ | МОН      | БЕЛ НПКВ | ИСП    | ШВЕ    | ФРА     | ВЕЛ    | ГЕР     | АВТ   | НИД     | ИТА   | США    | КАН      |     | -     | 0    |